# Euparyphus hamifer
Euparyphus hamifer är en tvåvingeart som beskrevs av James 1940. Euparyphus hamifer ingår i släktet Euparyphus och familjen vapenflugor.
Artens utbredningsområde är Costa Rica. Inga underarter finns listade i Catalogue of Life.